# نورت دام ديس بويس (كيبك)
نورت دام ديس بويس (بالإنجليزية: Notre-Dame-des-Bois, Quebec)‏ هي بلدية محلية في كيبيك تقع في كندا في Le Granit Regional County Municipality. يقدر عدد سكانها بـ 911 نسمة ومساحتها 192.10 كم2 .